# Виці (Лодзинське воєводство)
Виці (пол. Wicie) — село в Польщі, у гміні Коцежев-Полудньовий Ловицького повіту Лодзинського воєводства.
Населення — 310 осіб (2011).
У 1975-1998 роках село належало до Скерневицького воєводства.

## Демографія
Демографічна структура станом на 31 березня 2011 року:
|          | Загалом | Допрацездатний вік | Працездатний вік | Постпрацездатний вік |
| -------- | ------- | ------------------ | ---------------- | -------------------- |
| Чоловіки | 152     | 32                 | 93               | 27                   |
| Жінки    | 158     | 34                 | 84               | 40                   |
| Разом    | 310     | 66                 | 177              | 67                   |